# Ligeti Béla (labdarúgó)
Ligeti Béla (1939. október 7. – 2006. május) labdarúgó, fedezet.

## Pályafutása
1966 és 1968 között a Dunaújvárosi Kohász labdarúgója volt. Az élvonalban 1966. március 13-án mutatkozott be és 68 mérkőzésen szerepelt.